# Velika nagrada Frontieresa 1933
Velika nagrada Frontieresa 1933 je bila deseta neprvenstvena dirka v sezoni Velikih nagrad 1933. Odvijala se je 4. junija 1933 v belgijskem mestu Chimay in je bila ena kar treh dirk za Veliko nagrado istega dne, ostali sta bili še dirki za Veliko nagrado Provanse in Veliko nagrado Nîmesa.

## Rezultati

### Dirka
| Poz | Dirkač                | Moštvo    | Dirkalnik        | Krogi | Čas/Odstop |
| --- | --------------------- | --------- | ---------------- | ----- | ---------- |
| 1   | Willy Longueville     | Privatnik | Bugatti T37A     | 15    | 1:20:32    |
| 2   | Clifton Penn-Hughes   | Privatnik | Alfa Romeo Monza | 15    | 1:22:49    |
| 3   | Arthur Legat          | Privatnik | Bugatti T37A     | 15    | 1:23:59    |
| 4   | »Gé«                  | Privatnik | Bugatti T37      | 15    | 1:33:32    |
| 5   | Georges David         | Privatnik | Georges Irat     |       |            |
| 6   | Jean Huart            | Privatnik | Bugatti T37A     |       |            |
| Ods | »Dumaury«             | Privatnik | Bugatti T35B     |       |            |
| Ods | Jean-Marie de Texidor | Privatnik | Bugatti T54      |       |            |
| Ods | Hans Simons           | Privatnik | Bugatti T43      | 1     |            |
| Ods | Viglielmo Matozza     | Privatnik | Alfa Romeo RLTF  | 0     |            |